# 555 sange
555 sange (eller 555 sange for folkeskolen) er en dansk sangbog udgivet første gang i 1972 af Edition Egtved og redigeret af Thomas Alvad og Svend-G. Asmussen.
Sangbogen var tænkt som en dansk skolesangbog, møntet på 2. til 10. klassetrin i den danske skole.
555 sange angiver melodi for en enkelt stemme, tekst og for nogle af sangenes vedkommende også becifring.
Anden udgave fjernede becifringer fra 128 melodier af ophavsretsmæssige grunde.
Som titlen angiver indeholder sangbogen 555 sange.
555 sange skelner mellem sange, salmer og sange for børn.
Hovedparten er på dansk, men der findes også sange på norsk, svensk, engelsk, tysk, fransk og hebræisk.
555 sange med melodilinje og becifringer er blevet kaldt "virkelig en nyskabelse"
og en af "markedets mest markante sangbøger".
555 sange imødekom et ønske om transponering af sangene nedad i forhold til tidligere sangbøger.
En kendelse i 1987 angav at den siden første udgivelse i 1972 var kommet i et totaloplag på 250.000 eksemplarer.
555 sange huskes af Katrine Frøkjær Baunvig for at have været benyttet i 1990'erne.
Den benyttedes stadig i 00'erne.
555 sange er anset for at have været inspiration for Dansk Skolesangbogs 4. udgave.
Hans Sydow angiver at han som barn selv lærte at spille efter 555 sange.
Joan Kirk Jensens debutroman Ødeland nævner en passant sangbogen med "Vi synger om morgenen, fra 555 sange. Vi synger 'Rapanden Rasmus fra Rinkenæs Sogn'."
I tiåret for udgivelse kom forlaget med en ny supplerende sangbog under titlen 151 andre sange og redigeret af Bente Laursen.
Den opsamlede sange der i de forløbne ti år havde vundet udbredelse i skoleundervisningen.
Sangskrivere såsom Lennon-McCartney, Cornelis Vreeswijk, Poul Henningsen, Benny Andersen, Bernhard Christensen og Mogens Jermiin Nissen var blandt dem, der var repræsenteret med flere sange.